# Stilpnia cayana
La tangara isabel (Stilpnia cayana), también denominada tángara monjita (en Venezuela), tangará de pecho negro (en Argentina y Paraguay), saíra pecho negro (en Argentina),  tangará o tángara triguera (en Colombia) o tangara de anteado bruñido (en Perú), es una especie de ave paseriforme de la familia Thraupidae, perteneciente al  género Stilpnia, anteriormente situada en Tangara. Algunos autores sostienen que el grupo de subespecies S. cayana flava se trata de una especie separada. Es nativa del norte y centro oriente de Sudamérica.

## Distribución y hábitat
El grupo norteño cayana se distribuye desde el este y norte de Colombia, por casi toda Venezuela (excepto el sur), Guyana, norte de Surinam y de la Guayana Francesa, extremo norte y extremo noreste de Brasil, por la cuenca del bajo río Amazonas y poblaciones aisladas en el norte de Bolivia y sur y norte de Perú. El grupo sureño flava se distribuye desde el noreste de Brasil, hacia el sur (totalmente ausente de la cuenca amazónica, excepto una población en la isla Marajó) hasta São Paulo y oeste de Paraná, hacia el oeste hasta Mato Grosso y Mato Grosso do Sul, extremo noreste de Bolivia, este de Paraguay y extremo noreste de Argentina (Misiones y Corrientes).
Esta especie es ampliamente difundida y generalmente común y visible en una variedad de hábitats abiertos y semiabiertos, como sabanas, cerrados, matorrales, bosques en galería, bosques, bordes de selvas, mayormente por debajo de los 1200 m de altitud, localmente más alto en Venezuela.

## Descripción
Mide 13,5 cm de longitud. Existen varias subespecies, las cuales se concentran en dos grupos: el grupo cayana del norte y del oeste, y el grupo flava del sur y este (la subespecie huberi de la isla Marajó es un intermedio entre ambos grupos). Los machos del grupo cayana poseen una corona anaranjada-rojizo-herrumbre, máscara negra, y partes inferiores en tono crema con su cuello y pecho con un azul distintivo. Los machos del grupo flava poseen una corona anaranjada-amarillo-amarronado y partes inferiores amarillo-amarronadas con un parche negro que se extiende desde la máscara hacia el cuello y parte central del pecho, hasta la zona media de su vientre. Los machos de ambos grupos poseen alas y cola de color turquesa. A diferencia de los machos, las hembras no poseen colores destacados, apenas exhiben la "sombra" de una máscara.

## Comportamiento
En general es abundante, y se la suele ver sola o en parejas. Al igual que todas las tangaras, es una especie preponderantemente frugívora, en especial le gustan los frutos de las especies nativas Cecropia y pimentero brasileño como también los de las familias de las  Magnoliaceae como por ejemplo la Michelia champaca.

## Sistemática

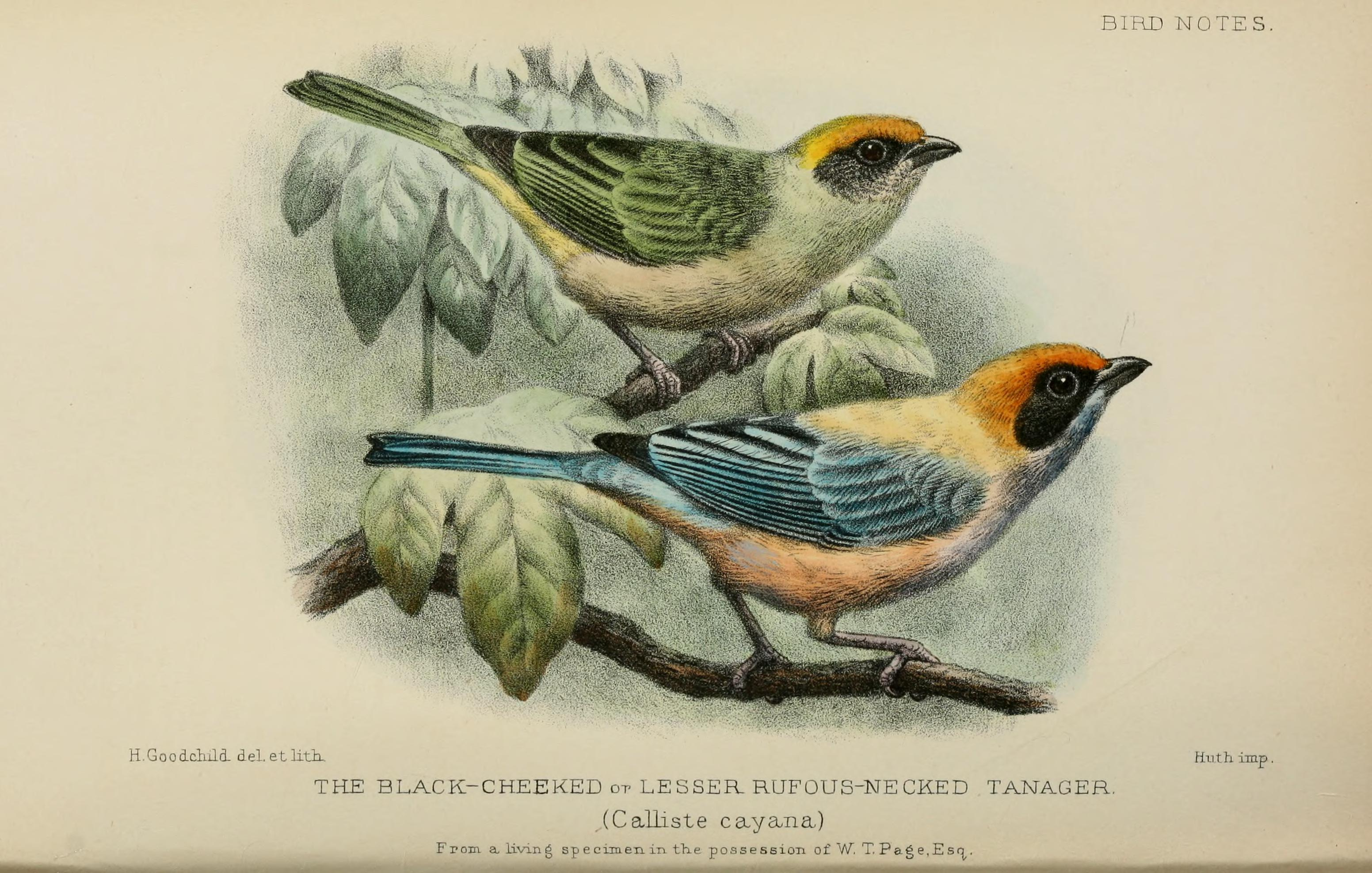
Calliste cayana = Stilpnia cayana (macho: abajo; hembra: arriba), ilustración en Bird notes, 1908.

### Descripción original
La especie S. cayana fue descrita por primera vez por el naturalista sueco Carolus Linnaeus en 1766 bajo el nombre científico Tanagra cayana; su localidad tipo es: «Cayena, Guayana Francesa».

### Etimología
El nombre genérico femenino Stilpnia deriva de la palabra del idioma griego «στιλπνή», forma femenina para el adjetivo «brillante» o «reluciente», aludiendo al brillo que presenta el plumaje de estas especies; y el nombre de la especie «cayana» se refiere a Cayena, Guayana Francesa; en los primordios de la ornitología, Cayena era citada como localidad de especies de origen dudosa, provenientes de la Amazonia en general.

### Taxonomía
La presente especie, junto a un grupo numeroso de trece otras especies, fueron tradicionalmente incluidas en un amplio género Tangara, hasta que varias estudios genéticos de la familia Thraupidae permitieron comprobar que formaban un clado separado del aquel género por lo que se propuso su separación en un nuevo género Stilpnia.
El Comité de Clasificación de Sudamérica (SACC), en la propuesta N° 730 parte 20 reconoció el nuevo género, en lo que fue seguido por el Congreso Ornitológico Internacional (IOC) y Clements checklist/eBird. Otras clasificaciones como Aves del Mundo (HBW) y Birdlife International (BLI) optaron por mantener el género Tangara más ampliamente definido, con lo cual la presente especie conserva su nombre anterior: Tangara cayana.
Los amplios estudios filogenéticos recientes demuestran que la presente especie es hermana de Stilpnia cucullata, y el par formado por ambas es hermano de Stilpnia vitriolina.
Las clasificaciones HBW y BLI consideran al grupo de subespecies S. cayana flava, como una especie separada, la tangara isabel sureña Stilpnia flava, con base en notables diferencias morfológicas de plumaje, en cuyo caso la presente se denominaría tangara isabel norteña. Esta separación no es seguida todavía por otras clasificaciones.

### Subespecies
Según las clasificaciones del Congreso Ornitológico Internacional (IOC) y Clements Checklist/eBird v.2019 se reconocen siete subespecies, con su correspondiente distribución geográfica:
- Grupo politípico cayana:
  - Stilpnia cayana fulvescens (Todd), 1922 – Andes orientales de Colombia.
  - Stilpnia cayana cayana (Linnaeus), 1766 – Colombia (al este de los Andes) hasta las Guayanas y  norte de Brasil; este de Perú.

La forma propuesta cyanolaima Bonaparte, 1851 se considera incluida en la nominal.
- Grupo politípico flava:

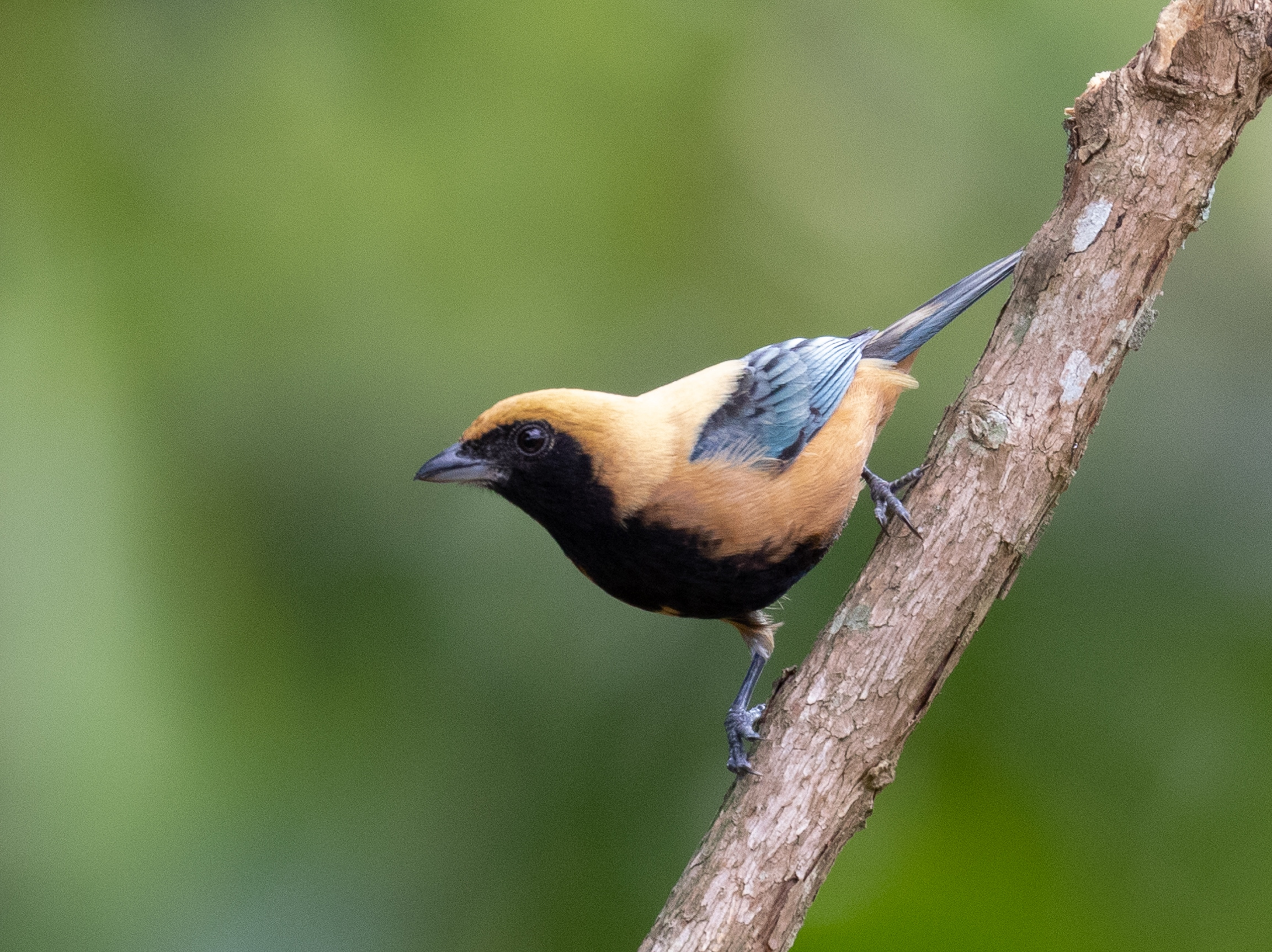
Macho de Stilpnia cayana chloroptera (grupo flava) en Extrema, Minas Gerais, Brasil.

  - Stilpnia cayana huberi (Hellmayr), 1910 – isla Marajó, en Pará, norte de Brasil.
  - Stilpnia cayana flava (Gmelin), 1789 – noreste y centro de Brasil (desde Maranhão y  norte de Goiás al extremo sur de Bahía).
  - Stilpnia cayana sincipitalis (Berlepsch), 1907 – centro de Brasil (Goiás)
  - Stilpnia cayana margaritae (Allen), 1891 – centro oeste de Brasil (Mato Grosso).
  - Stilpnia cayana chloroptera (Vieillot), 1819 – sureste de Brasil (desde Minas Gerais hasta Paraná), este de Paraguay y noreste de Argentina.